# Metaxourgeio

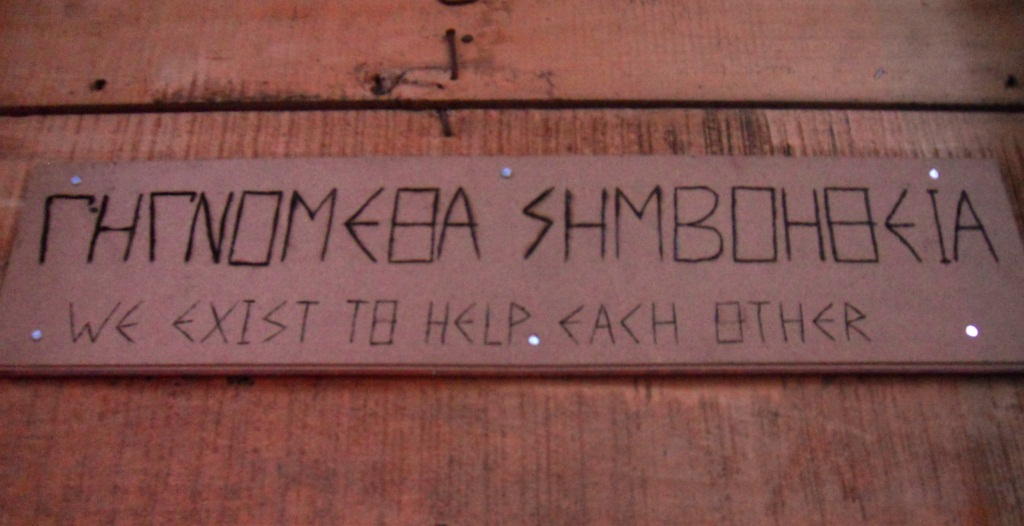
Señales anónimas subrayan el carácter artístico del barrio.

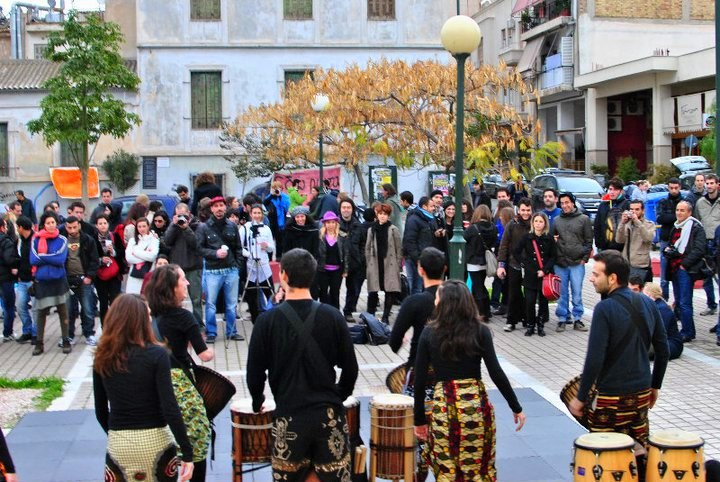
Los festivales i los artistas invitan a la gente a a Avdi Square al corazón de Metaxourgeio.

Metaxourgeio o Metaxourgio (Μεταξουργείο in Greek) es un barrio de Atenas, Grecia. Está situado cerca de los barrios de Kolonos y Kerameikos, a pocas calles del renovado barrio de Gazi.
Metaxourgeio es frecuentemente descrito como un barrio en transición. Tras el abandono sufrido a finales del siglo XX, Metaxourgeio ha comenzado a definirse como un importante centro artístico de la ciudad tras la apertura de distintas galerías, museos y modernos restaurantes y cafeterías. Por otra parte, los esfuerzos locales para embellecer y mejorar esta área han contribuido fuertemente a la creación de un sentido de comunidad muy ligado con la expresión artística.

## Historia
Metaxourgeio fue construido sobre el Dimosio Sima, antiguo cementerio de ilustres personajes de la ciudad de Atenas. Durante años fue un área eminentemente rural y perteneciente al extrarradio. Fue a partir de la construcción, a principios del siglo XIX, de la fábrica de Metaxourgeio que este distrito comenzó a considerarse como parte del área urbana de la ciudad de Atenas. En el curso del crecimiento de la ciudad de Atenas Metaxourgeio se convirtió, a finales del siglo XIX en un barrio próspero de clase obrera compuesto en su mayoría por artesanos, comerciantes y pequeños propietarios.
La población de Metaxourgeio continuó creciendo, manteniendo su perfil de clase obrera, hasta principios de 1970, período en el que encontraremos un fuerte decrecimiento de la población en la ciudad de Atenas debido a que muchos habitantes se trasladaron a las ciudades de la región huyendo de la capital. El abandono de los edificios de este barrio y la falta de regulaciones restrictivas de tráfico acentuó aún más esta tendencia en Metaxourgeio. Esta imagen de abandono se mantuvo durante la década de los 80, sumada a las escasas posibilidades de empleo en esta zona.
A principios del siglo XXI la población de Metaxourgeio comenzó a estabilizarse. A este hecho favoreció la gran afluencia de inmigrantes que se dio durante este período así como la llegada al barrio de una cantidad considerable de residentes de clase media que encontraron en Metaxourgeio unos alquileres asequibles en un lugar próximo a los puntos de mayor interés de la ciudad de Atenas.
Las mejoras realizadas en Atenas para los Juegos Olímpicos de 2004 se apreciaron también el barrio de Metaxourgeio, hecho que animó a nuevos grupos sociales de clase económica más elevada a trasladarse a este barrio.

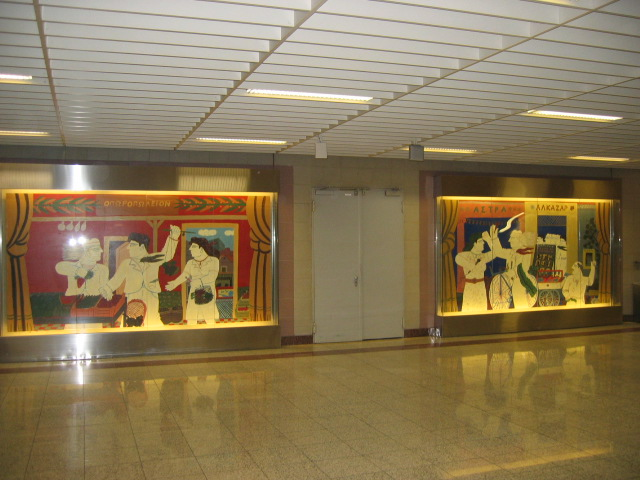
Obras de arte de Alekos Fassianos en la estación de metro

En el 2001, la popularización del barrio se estabilizó,, en gran parte debido a una afluencia de inmigrantes, así como los residentes superiores de la clase media que encontraron los alquileres bajos del área y la proximidad lugares de encuentros prominentes atractivos. En el período hasta los Juegos Olímpicos 2004, los proyectos de renovación y la reconstrucción de infraestructura en todas partes de Atenas se extendieron a Metaxourgeio también, que atrajo a nuevos residentes rentas más altas.
Desde enero de 2000, el distrito ha sido unido con Atenas la línea metropolitana 2.

## Gente
Alekos Fassianos (nacido en 1935) es un reconocido y respetado pintor griego cuyo trabajo " el Mito de mi vecindad, " sobre el objeto expuesto en la estación de Metro Metaxourgeio, nos conduce a un mundo lleno de colores e imágenes de otra era. Desde su primera exposición de Atenas en 1959 él ha sostenido más de 70 exposiciones personales en París, Atenas, Thessaloniki, Milano, Nueva York, Londres, Tokio, Beirut, Hamburgo, Munich y en otras partes del mundo. Aparte de la pintura él ha trabajado sobre la creación de carteles, la ilustración de libros y varias publicaciones en Grecia y en el extranjero.
Anthony Samarakis nacido en Atenas en 1919. Estudió derecho en la Universidad de Atenas. Con la gran actividad social él era uno de los griegos más famosos tanto como un escritor como ciudadano activo.
Vicky Moscholioues una cantante famosa griega nacida en la vecindad de Metaxourgeio en Atenas, y cantante desde 1943. Ella comúnmente era descrita como una voz 'diferente'. Se elevó a la fama en 1964 con la canción de Stavros Xarhakos " Hathike a feggari " (la Luna es Perdida), que fue compuesto para la película Lola. Dos de sus grandes éxitos dieron sus nombres a clubs de la noche en Atenas, "Deilina" (Tardes) y "Ximeromata" (Amaneceres). Ella era una de las primeras en Grecia en cantar tanto en clubs de la noche como conciertos, y también ha cantado en los tribunales reales de Grecia, Persia y Jordania. Era también una de las primeras actrices en cantar a beneficio Chipre.
Giorgos Zampetas Nacido en 1925 en Metaxourgeio y acreditado como uno de los mayores artistas bouzouki, así como un compositor y cantante. Mostró el interés musical desde una edad muy joven, en secreto jugando con su bouzouki en la peluquería de su padre. A la edad de 7 años ganó una competición de la escuela tocando su primera canción.
Tassos Livaditis (abril de 1922-octubre de 1988) era un poeta nacido en Metaxourgeio que tanto su poesía como su lírica como músico se han hecho famosas. Mikis Theodorakis.
Sotiris Spatharis Nacido en Spatharis en la isla de Santorini en 1892. En una edad joven se trasladó al barrio de Metaxourgio de Atenas, donde aprendió el arte del teatro de la sombra de Theodoros Theodorellos, una musa de Mimaros. En 1950, la ciudad de Spatharis comenzó a escribir sus memorias publicadas en 1960 dando a historiadores mucho material sobre los orígenes y el desarrollo del teatro de la sombra. Murió el 17 de abril de 1974, sosteniendo fuerte en sus brazos su figura de Pasha.
Aristomenis Provelengios (1914-1999) fue un arquitecto famoso griego que emergió en 1962, como el presidente del Instituto helénico de Arquitectos. Su trabajo todavía puede ser visto en el Au Revoir sobre la Calle Patission en una de las últimas viejas barras de cafetería, un pequeño monumento de recuerdo cuando Kypseli era el lugar para estar y una parada popular para una bebida a la salida del teatro.
G. Tsakiris es definido como " el hombre de negocios que enseñó al griego a comer patatas fritas. " En 1954 comenzó la producción de sus patatas fritas en el piso donde vivió de 2mX3m cuadrados. En 2003 su empresa era tan productiva que fue comprado por Coca-cola.
Marika Kotopouli (3 de mayo de 1887 - 3 de septiembre de 1954) es una notable actriz de Atenas. Era una de cuatro chicas en su familia, y junto con sus padres, fundaron "el progreso de Compañía." Progreso de Compañía no era una compañía cerrada, todos los niños excepto Marika, fueron nombres relevantes. En la edad de 14 ella ya había recibido la crítica de la comunidad de interpretación, y en 1901 dejó la compañía de su familia para actuar con el Tropo Real, que era una compañía rival. Hacia 1908 había establecido su propia compañía de teatro, haciendo su primera función como "la Compañía Marika Koopouli". En 1912 alquiló el Teatro Omonia, que durante este tiempo era el Teatro renombrado Kotopouli. En 1921 tuvo el honor de la Cruz De oro de la Orden de Jorge I y de las artes del Ministerio de Educación y el premio de las letras en 1923. En 1933 actuó en solo una producción, que era una película griega-turca, titulada " Kakos dromos " o "El mal camino" en castellano. En 1936 un nuevo teatro, el Rex Theater Kotopouli fue construido para su compañía sobre el famoso Calle Panepistimiou, y aún se usa hoy en día. En 1951 el premio Marika Kotopouli fue fundado y se concede como un honor a actores griegos. Su última función fue en marzo de 1953 en Syros. Marika Kotopouli falleció el 3 de septiembre de 1954, a la edad de 67.
En 1990 con la ayuda y el apoyo de la Asociación de Actores griegos, la casa en la cual Kotopouli creció, fue restaurada y convertida en el Museo Marika Kotopouli. Este museo no expone las reliquias de su vida, pero más bien sirve para conservar el sitio que es de valor histórico, y expone el arte moderno.
Zeta Makripoulia (nacida en 1978) es una actriz, presentadora de televisión y el DJ de radio. Después de numerosas apariciones en televisión y actuaciones, alcanzó el éxito de la audiencia y la aclamación crítica con el éxito de la serie popular griega de televisión Sto Para Pente. Makripoulia apareció en tres producciones cinematográficas entre 2008 y 2010. Su actuación en Eurovisión 2006 en Atenas, Grecia fue difundida a una audiencia mundial.

## Lugares de interés
La metamorfosis que se ha producido en Metaxourgeio debe mucho a los esfuerzos de los artistas individuales y a los propietarios de pequeños negocios, cuyas galerías, pequeños teatros, y restaurantes han ayudado a la creación de este resurgimiento artístico que ahora caracteriza el barrio.
Mientras que las vecindades Psirri y de Gazi experimentaron la renovación a partir de las nuevas leyes que animaban a los establecimientos recreativos como clubes nocturnos, bares y restaurantes a abrir sus puertas en estos lugares, el resurgimiento de Metaxourgeio es debido en gran medida a los esfuerzos individuales de muchos de los siguientes negocios.

### Galerías de Arte

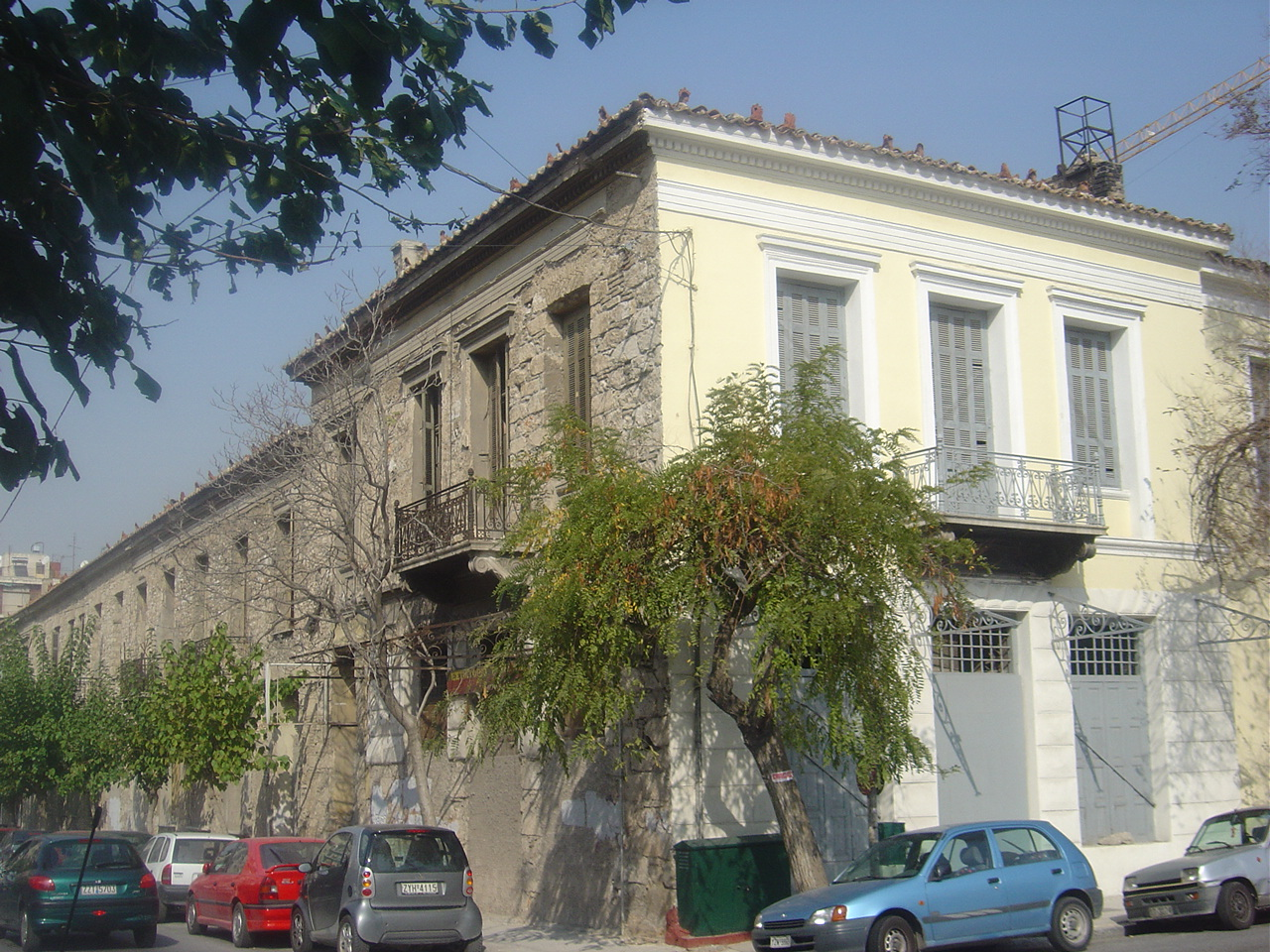
El Megaron Kantakouzinou diseñado por Hans Christian Hansen.

▪ Galería Municipal de Atenas – Inaugurada a finales de julio de 2010 esta galería se sitúa en un edificio del siglo XIX construido por Hans Christian Hansen.
▪ Galería Rebecca Camhi – Abierta por primera vez en 1995, esta galería situada en un edificio neoclásico de la calle Leonidou presta especial atención a exposiciones de arte contemporáneo en sus distintas manifestaciones.
▪ The Breeder – Calle Evmorfopoulou número 6

### Teatros
- Kunsthalle Athena - Un espacio al aíre libre ofrece a sus espectadores obras de teatro, música y performances. Se sitúa en el número 28 de la calle Kerameikou.
- Metaxourghio - Un espacio multidisciplinar que ofrece además de actuaciones teatrales, un bar musical y un restaurante. Está situado en la calle Akadimou número 16.
- Teatro Attis – Teatro contemporáneo. Situado en el número 7 de la calle Leonidou.
- Synergeio - Teatro contemporáneo. Situado en la calle Leonidou número 15
- Theatro Tis Anixis – Calle Germanikou número 20

### Restaurantes

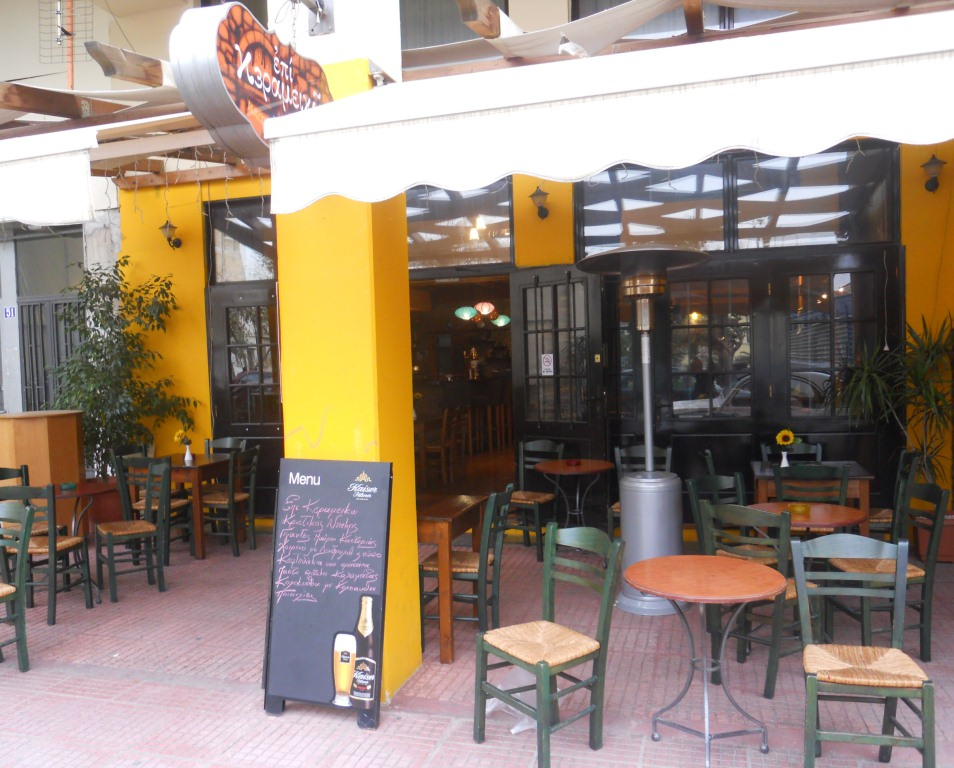
Epi Kerameiko.

- Epi Kerameiko – Este café de artistas y “mezedopoleio” ofrece música tradicional griega todos las noche de los lunes así como improvisaciones teatrales casuales. Está situado al lado del Theatrou, una cafetería de moda en la calle Kerameikou número 53.
- Taverneio To Metaxourgeio - Desde 1933 esta taberna se caracteriza por servir platos tradicionales griegos acompañados de los mejores vinos. Se sitúa en un pintoresco edificio en la calle Leonidou.
- Lialina Cafe – Un café igualmente popular entre los inmigrantes y los atenienses, localizado en la calle Leonidou número 5.
- Nixon (" Agisilaou 61b ") - es un restaurante/teatro/cine atípico de Richard Nixon con toneladas de parafernalias decorando las paredes.
- Belafonte (" Agisilaou 61a ") - Un antiguo trabajador de fabricación giró la barra con estilo y creó este bar discoteca, el edificio guarda un sentido industrial que añade alusiones de art deco. Localizado al lado de Nixon.
- Aleria (" Megalou Alexandrou 57 ") - Un restaurante con estilo, situado en un edificio alto y renovado neoclásico.
- Bandoneón el-(" Birginias Benaki 7 ") - el argentino inspiró el alimento y la decoración.

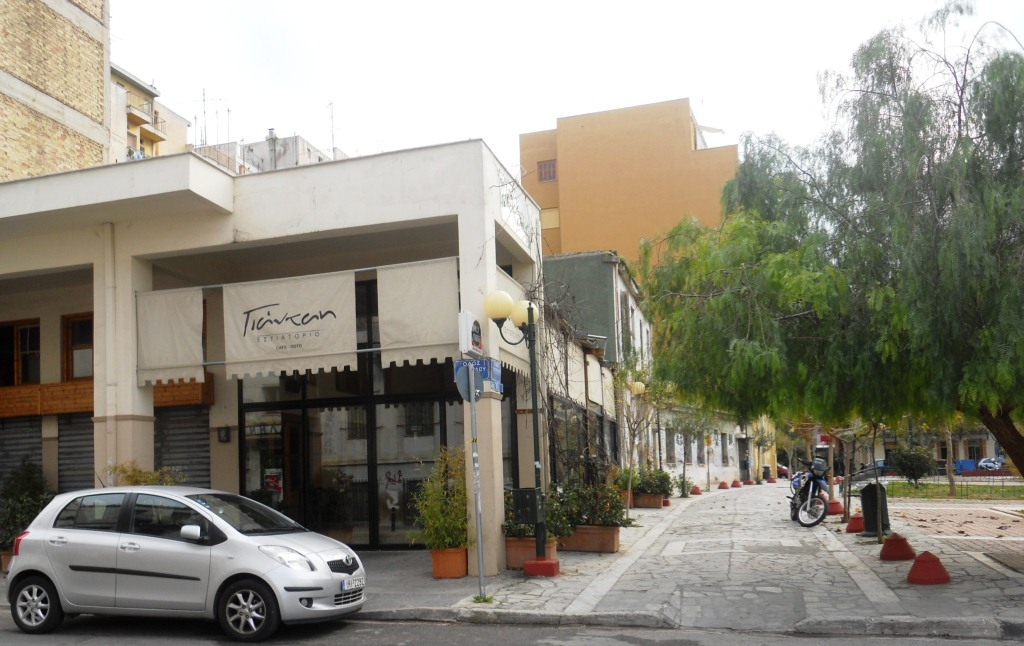
Giantai se sienta sobre una esquina de Este de Cuadrado Avdi.

- Giantai (" Leonidou 31 ") - Un restaurante calurosamente decorado con una atmósfera moderna situada sobre Square Avdi.* lost n' found (Kerameikou 53) - Former "Bario" on Avdi Square.
- Polly Maggoo (Leonidou 80) - Restaurante francés inspirado en restaurantes y bares de diseño contemporáneo.
- Noor (Deligiorgi 43) - Sabores indios y colores expresionistas.
- Koutalakia (Thermopylon 39) - Una tradicional taverna griega.
- Carousel (Thermopylon 43) - Música gótica, y humor.
- Anthropos (Iatrakou 19) - DJs y música electrónica.
- Bios (Peiraios 84) - Bar con Djs invitados y experimentales espectáculos.
- Anna's (Akadimou 16) - Cafe/restaurante conectado al teatro Metaxourgeio. Llamado así por la actriz Anna Vagena, propietaria del teatro y estrella principal.
- The Breeder Feeder (Perdika 6) - El restaurante conectado a la galería de arte de Criador, abra varios días por semana.
- Myrovolos (Giatrakou 12) - Cafetería/restaurante/barra con un área con asientos al aire libre sobre Square Avdi.

### Arquitectura y Arte Urbano
Un paseo a través de Metaxourgeio revela la subida, la caída y el resurgimiento de la este barrio a partir de su arquitectura y su arte. Las calles estrechas y los callejones peatonales adoquinados ayudan a crear un ambiente muy característico. Los edificios modernos grandes y monótonos se sitúan al lado de edificios abandonados que conservan todavía ornamentos neoclásicos. Algunos de los segundos se han rehabilitado para abrir en ellos nuevos restaurantes y locales de moda. El arte urbano puede ser encontrado en todas partes, ya sea a partir de las contribuciones que artistas profesionales han realizado para el proyecto ReMap2 o por la cantidad de intervenciones que artistas anónimos han llevado a cabo en las calles de este barrio, dotando de frescura las viejas paredes de algunos edificios o creando nuevas experiencias estéticas en zonas verdes y diversos espacios públicos.

### Otros Puntos de Interés
- Open-Air Market - Abierto cada lunes en la calle Kerameikos. Este gran mercado ofrece productos frescos de gran calidad.
- China Town – Entre las calles de Kolonou y Kolokynthos es posible encontrar cantidad de comercios de productos alimenticios asiáticos, así como outlets de ropa y zapatos.
- Student Housing - Con el fin de crear un complejo estudiantil la calle Marathonos número 34 se llevó a cabo en 2010 un concurso arquitectónico para arquitectos menores de 35 años.

## Galería de fotos

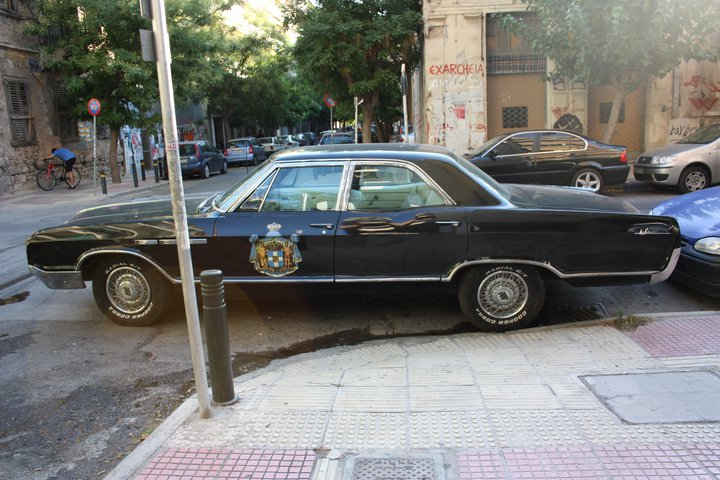
Coche clásico americano en Metaxourgeio.
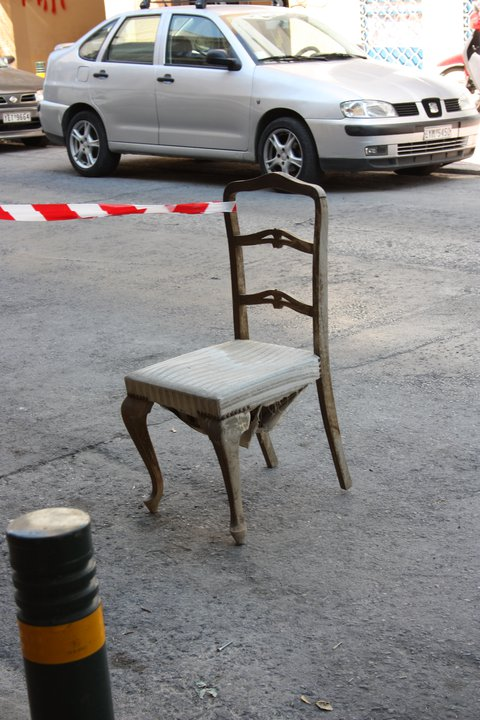
Silla en mitad de la calle
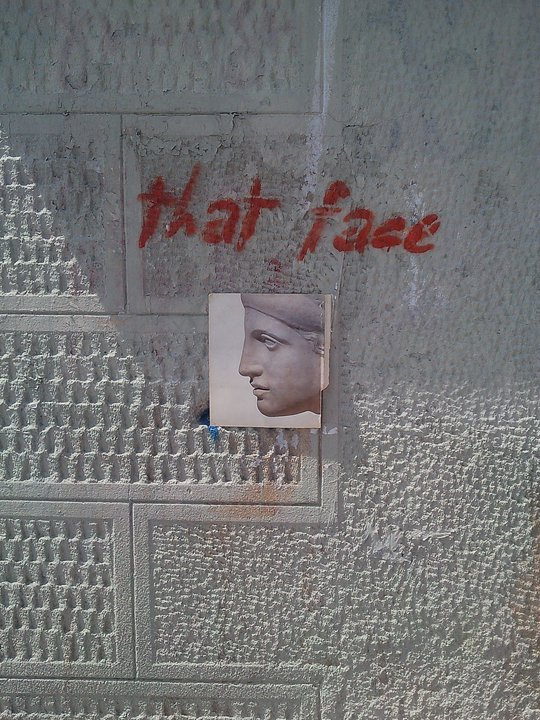
Calle decorada artisticamente en el barrio de Metaxourgeio.